# Shinsuke Nakamura
Shinsuke Nakamura ( Nakamura Shinsuke?, Mineyama, prefectura de Kioto, 24 de febrero de 1980) es un luchador profesional y artista marcial mixto retirado japonés. Actualmente trabaja para la empresa estadounidense WWE, donde se presenta en la marca SmackDown. 
Nakamura es 5 veces campeón mundial al haber sido tres veces Campeón Peso Pesado de la IWGP, una vez Campeón del Tercer Cinturón de la IWGP y una vez Campeón Peso Pesado de la NWF. Entre otros de sus logros dentro de la NJPW destacan el haber ganado 5 veces el Campeonato Intercontinental de la IWGP y una vez el Campeonato de Peso Abierto Sub-30 de la IWGP, en sus logros en WWE destacan el haber logrado 2 veces el Campeonato Intercontinental de la WWE, y el Campeonato de NXT. Y Además 3 veces Campeonato

## Primeros años
Shinsuke Nakamura nació en Mineyama, actual Kyōtango. el 24 de febrero de 1980.

## Carrera

### New Japan Pro-Wrestling (2002-2016)

Nakamura con su pose de entrada al ring.

Nakamura tuvo su debut en New Japan el 29 de agosto en el Nippon Budokan, en un combate infructuoso ante Tadao Yasuda. Shinsuke se perfiló como un prometedor novato, pero antes de proseguir en la lucha libre, el director de NJPW Antonio Inoki lo eligió por su habilidad y experiencia en los deportes de combate para ser un miembro de la división de MMA de New Japan. Nakamura fue enviado al dojo de Inoki en Los Ángeles, Estados Unidos, y entrenó intensamente para participar en el Inoki Bom-Ba-Ye de finales de año. Su oponente en el evento sería Daniel Gracie, y a pesar de que éste resultara ganador por sumisión en la segunda ronda, Nakamura dio una impresionante exhibición y casi logró el empate con el experimentado brasileño. Unos meses después, después de un descanso para volver a la lucha libre en New Japan, Nakamura se resarció de su derrota sometiendo al enorme Jan Nortje, y esto aumentó su estatus en Japón, obteniendo un combate titular por el NWF Heavyweight Championship contra Yoshihiro Takayama. Más aún, Nakamura participó en el G1 Climax de 2003, algo insólito para alguien que llevaba menos de un año en la compañía, y derrotó a Katsuyori Shibata y Tadao Yasuda. En diciembre, después de una breve actuación con Blue Wolf en el G1 Tag League 2003, Nakamura derrotó a Hiroyoshi Tenzan para ganar el IWGP Heavyweight Championship, convirtiéndose en el luchador más joven de la historia en llevar el cinturón. Pocas semanas después volvió a competir en MMA, enfrentándose al kickboxer Alexey Ignashov; aunque Nakamura consiguió una ofensiva exitosa en las primeras rondas, recibió un contundente rodillazo de Ignashov en el rostro en la tercera de elas y el árbitro decretó KO técnico, a pesar de que Nakamura se había puesto inmediatamente de pie después. Shinsuke y su equipo protestaron y se reconoció que había sido una parada prematura, anulándose el resultado del combate. Aun así, el golpe efectivamente le había lesionado el hueso orbital con posible daño en el nervio, y a pesar de las declaraciones de Inoki se especuló que Nakamura no podría competir en su siguiente combate en New Japan, una lucha de unificación por el NWF Heavyweight Championship contra Yoshihiro Takayama. Sin embargo, Nakamura de nuevo impresionó a todos al luchar a pesar de estar lesionado, ganando un brutal combate para coronarse como doble campeón.
En febrero de 2004, vacado un campeonato a fin de curarse de sus lesiones y retirado otro a causa de la unificación, Nakamura se encontró de nuevo con las manos vacías. Después de un intento sin éxito de recuperar el IWGP Heavyweight Championship, Shinsuke volvió a las MMA y tuvo su revancha contra Alexey Ignashov en el evento K-1 MMA ROMANEX, esta vez haciendo rendir al kickboxer. Su siguiente participación en el G1 Climax fue muy exitosa, derrotando a veteranos como Yutaka Yoshie, Minoru Suzuki y Yuji Nagata, y más tarde compitió extensamente en torneos menores. Sin embargo, en noviembre del mismo año ocurrió un incidente controvertido: al final de un combate en equipo, Kazuyuki Fujita asestó a Nakamura una patada real en la cara, supuestamente por orden de Antonio Inoki, y acto seguido Inoki mismo llegó al ring y golpeó todavía más al sangrante Shinsuke. Debido a esto, Nakamura abandonó las instalaciones de New Japan y se negó a volver a luchar, hasta que accedió poco después a retornar al ring. Al final del año, él y Hiroshi Tanahashi ganaron el vacante IWGP Tag Team Championship ante Kensuke Sasaki & Minoru Suzuki, y unas semanas más tarde, Nakamura venció a Tanahashi por el IWGP U-30, que fue retirado poco después.
Nakamura desafió Brock Lesnar para el campeonato pesado del IWGP el 4 de enero de 2006, en el capítulo 1 de Toukon Shidou, pero perdió.En marzo de 2006, Nakamura anunció que partiría en una excursión de aprendizaje con el fin de mejorar aún más sus habilidades de lucha libre.Entre otras cosas, viajaría a México, Brasil y Rusia.El presidente de NJPW, Simon Inoki, más tarde sugirió que como parte de su excursión de aprendizaje, Nakamura sería prestado a World Wrestling Entertainment (WWE) para ganar experiencia en el trabajo de grandes shows americanos.Sin embargo, demostró ser sobre todo especulación y nunca llegó a pasar, pues Nakamura era urgente necesario detrás en el nuevo Japón debido a la salida de Lesnar.

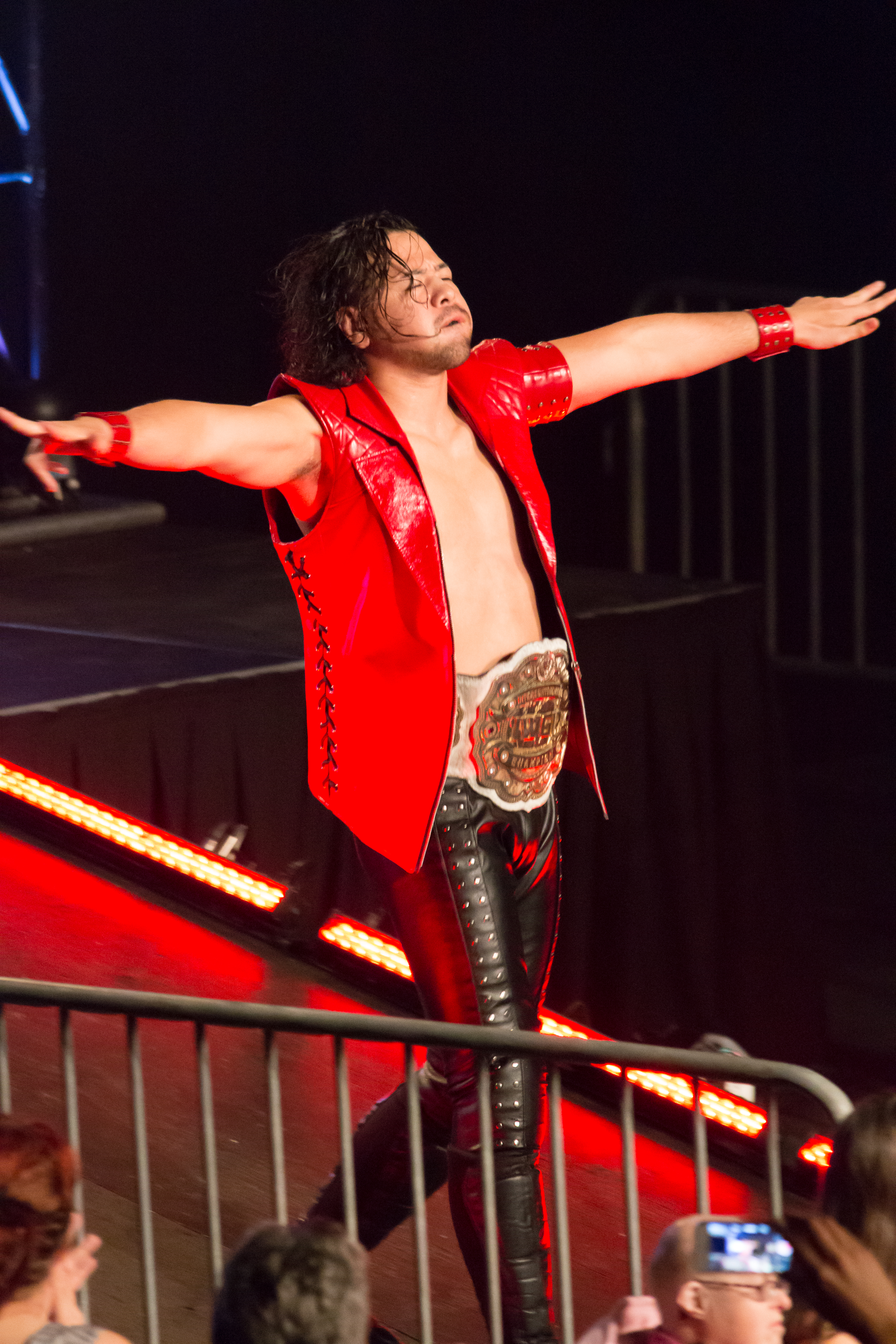
Nakamura como campeón Intercontinental de IWGP en mayo de 2014.

Del 23 de julio al 15 de agosto, Nakamura participó en la etapa del round-robin stage of the 2015 G1 Climax. A pesar de perder un partido debido a una lesión en el codo, Nakamura ganó su bloque y avanzó a la final al derrotar al vigente Campeón de peso pesado IWGP y a Kazuchika Okada en su último round-robin match, dándole un récord de siete victorias y dos Pérdidas.El 16 de agosto, Nakamura fue derrotado en la final del torneo por Hiroshi Tanahashi.El 27 de septiembre en Destruction in Kobe, Nakamura derrotó a Hirooki Goto para ganar el Campeonato Intercontinental IWGP por quinta vez.Realiza su primera defensa titular el 7 de noviembre en la lucha del poder contra Karl Anderson, vengando una pérdida anterior del G1 Climax 2015.Hizo su segunda defensa exitosa el 4 de enero de 2016, al derrotar a A.J. Styles en Wrestle Kingdom 10 en Tokyo Dome.Horas después del evento, se informó que Nakamura había dado su aviso a NJPW en la mañana del 4 de enero, anunciando que estaba dejando la promoción para WWE.Nakamura permaneció bajo contrato de NJPW y se esperaba que terminara sus fechas contratadas con la promoción antes de irse.El 12 de enero, NJPW confirmó la próxima salida de Nakamura, anunciando que también sería despojado del Campeonato Intercontinental del IWGP.Nakamura entregó el título el 25 de enero, terminando oficialmente su quinto reinado.Nakamura luchó su último partido bajo su contrato NJPW el 30 de enero, donde él, Kazuchika Okada y Tomohiro Ishii derrotaron Hirooki Goto, Hiroshi Tanahashi y Katsuyori Shibata. 
Antes de la salida de Nakamura de NJPW, ROH había anunciado que él aparecería en su demostración del aniversario 14 en Las Vegas como parte de la promoción cruzada de ROH con NJPW. Debido a que Nakamura firmó un contrato exclusivo de la WWE, ROH se vio obligado a sacarlo del evento.

### WWE (2016-presente)

#### Campeón de NXT (2016-2017)

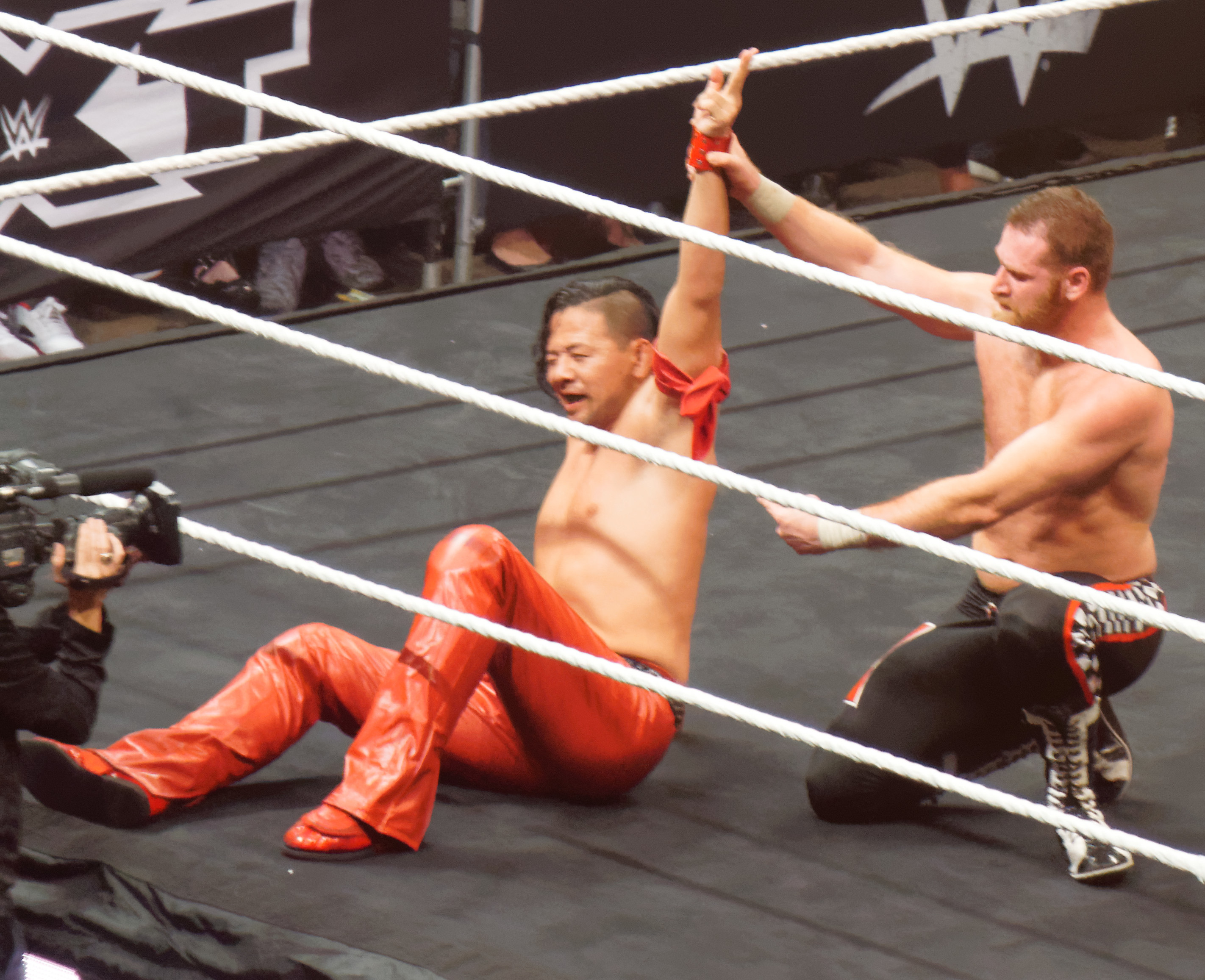
Nakamura y Sami Zayn después de su lucha en NXT TakeOver: Dallas.

El 6 de enero de 2016, Nakamura confirmó en una entrevista con Tokyo Sports que dejaría NJPW a fin de mes y firmaría con WWE. El 27 de enero, WWE anunció oficialmente que Nakamura participaría en el evento NXT TakeOver: Dallas. El 31 de enero, se confirmó que Nakamura había finalizado sus compromisos con NJPW y se decía que estaba informando al WWE Performance Center para la capacitación y el manejo de asuntos logísticos relacionados con su traslado a la compañía. El 2 de febrero, Nakamura llegó a Pittsburgh, Pensilvania para someterse a exámenes médicos de firma previa al contrato. El 22 de febrero, WWE celebró una conferencia de prensa en Tokio, Japón, para anunciar oficialmente la firma de Nakamura con NXT. El 1 de abril en NXT TakeOver: Dallas, Nakamura derrotó a Sami Zayn en su lucha de debut, un combate aclamado por la crítica. En el episodio del 13 de abril de NXT, Nakamura derrotó a Tye Dillinger en su debut en la televisión de NXT. En el episodio del 18 de mayo de NXT, Nakamura se unió a Austin Aries para derrotar a Blake & Murphy.
En el episodio del 25 de mayo de NXT, Aries declaró su intención de convertirse en el próximo Campeón de NXT, lo que provocó una respuesta de Nakamura, por lo que el gerente general William Regal programó un combate entre los dos el 8 de junio en NXT TakeOver: The End, el cual ganó Nakamura. En el episodio del 15 de junio de NXT, Nakamura desafió al ex Campeón de NXT Finn Bálor a un combate que fue aceptado y que Nakamura ganó el episodio del 13 de julio de NXT. El 20 de agosto en NXT TakeOver: Brooklyn II, Nakamura derrotó a Samoa Joe para ganar el Campeonato de NXT por primera vez en su carrera. El 19 de noviembre en NXT TakeOver: Toronto, Nakamura perdió el título ante Joe en su primera defensa titular, marcando su primera derrota televisada en NXT. En el episodio del 28 de diciembre de NXT desde Osaka, Japón, Nakamura recuperaría el Campeonato de NXT después de derrotar a Samoa Joe. En el episodio del 4 de enero de 2017 de NXT, defendió con éxito el campeonato contra Joe en un Steel Cage match. El 28 de enero en NXT TakeOver: San Antonio, Nakamura perdió el campeonato ante Bobby Roode. En su lucha de regreso el 8 de marzo, Nakamura derrotó a T.J. Perkins y fue puesto en una lucha de revancha para enfrentar a Roode por el Campeonato de NXT el 1 de abril en NXT TakeOver: Orlando, pero no logró recuperar el campeonato.
En el episodio del 12 de abril de NXT, Nakamura hizo su última aparición en NXT, despidiéndose de la multitud de Full Sail University.

#### Inicios en el roster principal (2017-2018)
En el episodio del 4 de abril de SmackDown, el primer episodio después de WrestleMania 33, Nakamura hizo su debut en el elenco principal, interrumpiendo a The Miz y Maryse después de su burla promocional de John Cena y Nikki Bella: esto no provocó un feudo entre Nakamura y Miz, ya que Miz sería traspasado a la marca Raw debido al Superstar Shake-up. Nakamura comenzó un feudo con Dolph Ziggler, a quien derrotó en su debut televisado en el ring en Backlash. En el episodio del 23 de mayo de SmackDown, se anunció que Nakamura, junto con AJ Styles, Baron Corbin, Dolph Ziggler, Kevin Owens y Sami Zayn competiría en el Men's Money in the Bank Ladder match en Money in the Bank, durante el cual Corbin lo atacó con una escalera y una cámara mientras realizaba su entrada. Nakamura fue revisado por el personal médico y expulsado de la arena, pero más tarde regresaría durante el combate y atacaría a todos los demás participantes, solo para perder el combate cuando Corbin descolgó el maletín. Esto los llevó a un enfrentamiento el 23 de julio en Battleground, donde Nakamura derrotó a Corbin por descalificación después de que Corbin lo atacara con un golpe bajo. Dos noches después en SmackDown Live, Nakamura derrotó a Corbin en una lucha de revancha para poner fin a su feudo. En el episodio del 1 de agosto de SmackDown, Nakamura derrotó a John Cena para obtener el derecho de desafiar a Jinder Mahal por el Campeonato de la WWE el 20 de agosto en SummerSlam, donde Nakamura perdió debido a una distracción por parte de The Singh Brothers. En el episodio del 5 de septiembre de SmackDown, Nakamura derrotó a Randy Orton para ganar otra oportunidad titular contra Mahal en Hell in a Cell, donde perdió de nuevo.
En el episodio del 31 de octubre de SmackDown, Nakamura derrotó a Kevin Owens para ganarse un lugar en el Team SmackDown en Survivor Series, donde fue el primer hombre en ser eliminado por Braun Strowman en un Traditional Survivor Series Elimination Men's match contra Team Raw. El 17 de diciembre en Clash of Champions, Nakamura se unió a Orton para enfrentar a Kevin Owens & Sami Zayn, quienes mantuvieron sus trabajos después de llevarse la victoria en una lucha con Shane McMahon y Daniel Bryan como árbitros especiales invitados.

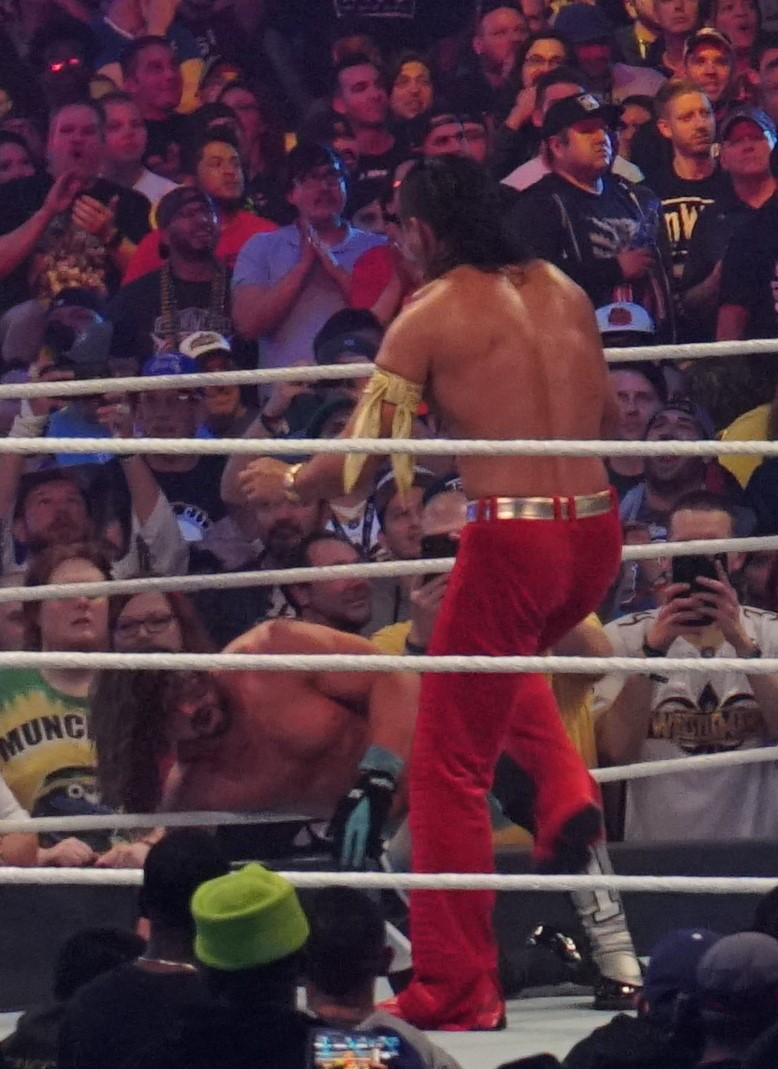
Nakamura atacando a AJ Styles después de su lucha en WrestleMania 34.

El 16 de enero de 2018 en el episodio inaugural de Mixed Match Challenge, Nakamura se unió a Natalya en dicho torneo, pero el dúo fue derrotado por Finn Bálor & Sasha Banks en la primera ronda. El 28 de enero en Royal Rumble, Nakamura ingresó al Royal Rumble match como el número 14, ganando el combate después de eliminar a Roman Reigns. Inmediatamente después, Nakamura anunció que desafiaría a AJ Styles por el Campeonato de WWE en WrestleMania 34. El 11 de marzo en Fastlane, Nakamura derrotó a Rusev en una lucha individual. El 8 de abril en WrestleMania 34, Nakamura no logró capturar el Campeonato de WWE al ser derrotado por Styles. Después del combate, Nakamura cambió a heel al atacar a Styles con un golpe bajo seguido de un Kinshasa. En el siguiente episodio de SmackDown, Nakamura dijo en una entrevista que se puso "demasiado emocional" y se "arrepintió" por atacar a Styles, pero cuando se le pidió que explicara más, dijo sarcásticamente "lo siento, no hable inglés". Más tarde esa noche, Nakamura cimentó su cambio a heel atacando a Styles y Daniel Bryan, aplicándole dos golpes bajos a Styles y golpeando a Bryan en la parte posterior de la cabeza con un Kinshasa. Durante las siguientes semanas, Nakamura continuó aplicándole varios golpes bajos a Styles y se anunció que obtendría otra oportunidad por el título en el evento Greatest Royal Rumble. En el episodio del 24 de abril de SmackDown, Nakamura debutó con un nuevo tema de entrada, el cual se adecuaba a su nueva actitud heel. En Greatest Royal Rumble, desde Jeddah, Arabia Saudita, la lucha titular entre Styles y Nakamura terminó en doble cuenta fuera, con Styles reteniendo el Campeonato de WWE. Como resultado, se realizó otra lucha de revancha entre Nakamura y Styles para Backlash, la cual fue programada como un No Disqualification match el 1 de mayo en SmackDown. El 6 de mayo en Backlash, el combate terminó sin resultado después de que ambos hombres no pudieran continuar peleando, con Styles nuevamente reteniendo el título. En busca de un ganador decisivo, el comisionado de SmackDown, Shane McMahon, anunció una nueva revancha entre Nakamura y Styles en Money in the Bank. A Nakamura se le concedió el derecho a elegir la estipulación para el combate después de derrotar a Styles en el episodio del 15 de mayo de SmackDown, la cual se reveló la siguiente semana, escogiendo un Last Man Standing match después de atacar a Styles con un Kinshasa y hacer el conteo de diez, del cual Styles no pudo incorporarse a tiempo. El 17 de junio en Money in the Bank, Nakamura no logró ganar el título, terminando su feudo con Styles. Más tarde, en junio, Nakamura sufrió una lesión menor luego de ser mordido por un perro policía.

#### Campeón de los Estados Unidos (2018-2019)
El 3 de julio, se anunció que Nakamura se enfrentaría a Jeff Hardy en una lucha por el Campeonato de Estados Unidos el 15 de julio en Extreme Rules. En el evento, Nakamura le aplicó un golpe bajo y un Kinshasa a Hardy para ganar el campeonato, marcando su primera victoria titular en el elenco principal. Después del combate, Nakamura fue confrontado por Randy Orton (quien hacía su regreso), quien procedió a atacar a Hardy antes de irse. Nakamura defendería con éxito el título en una lucha de revancha contra Hardy en SummerSlam después de intentar un golpe bajo, pero cubrió a Hardy después de un Kinshasa. En la edición del 27 de agosto de SmackDown, Nakamura se negaría a competir en SmackDown, alegando que los Estados Unidos de América habían sido renombrados como Naka-Murica y que no se enfrentaría a nadie hasta que encontrara un oponente digno. Nakamura compitió en su primera lucha desde SummerSlam en la edición del 11 de septiembre de SmackDown, perdiendo ante Jeff Hardy por descalificación debido a una interferencia de Randy Orton. Tras negarse a defender el campeonato de Estados Unidos en Hell in a Cell, la gerente general de SmackDown, Paige, le ordenó a Nakamura que defendiera el campeonato en la edición del 18 de septiembre de SmackDown, lo que hizo con éxito, derrotando a Rusev. El 16 de octubre en SmackDown 1000, Nakamura fue derrotado por Rey Mysterio (quien hacía su regreso a la compañía) en una lucha clasificatoria al torneo por la Copa Mundial de WWE en el evento Crown Jewel. En el episodio del 30 de octubre de SmackDown, Nakamura derrotó a R-Truth en una lucha individual. El 2 de noviembre en el kick-off de Crown Jewel, desde Riad, Arabia Saudita, Nakamura volvió a retener el título ante Rusev. Nakamura perdió ante el Campeón Intercontinental Seth Rollins en un combate campeón vs. campeón sin los títulos en juego en Survivor Series. El 24 de noviembre en el evento en vivo Starrcade, Nakamura se enfrentó a Mysterio en una lucha por el Campeonato de Estados Unidos, siendo derrotado por descalificación debido a una interferencia de The Miz, por lo que Nakamura retuvo el título. Debido a eso, inmediatamente después, se pactó una lucha por equipos entre Nakamura & Miz contra Mysterio & Rusev, pero fueron derrotados. El 18 de diciembre en las grabaciones del episodio del 25 de diciembre de SmackDown, Nakamura perdió el Campeonato de Estados Unidos ante Rusev, terminando su reinado a los 156 días.
En la edición del 1 de enero de SmackDown, Nakamura atacó a Rusev durante la celebración de su victoria titular. El 27 de enero en el kick-off de Royal Rumble, Nakamura derrotó a Rusev para ganar por segunda vez el Campeonato de Estados Unidos. Más tarde esa misma noche, Nakamura participó en el Royal Rumble match, entrando como el número 3, pero fue eliminado por Mustafa Ali. Dos días después, en SmackDown, Nakamura perdió el título ante R-Truth de una manera bastante controvertida, terminando su reinado a los 2 días. Luego de eso, Rusev confrontó a Truth y lo alentó a tener una lucha por el título contra él, pero Truth retuvo el título. Después de la lucha, Nakamura unió fuerzas con Rusev para atacar a Truth. A partir de eso, Nakamura y Rusev comenzaron a formar equipo. En el kick-off de Fastlane, Nakamura & Rusev fueron derrotados por los miembros de The New Day, Big E & Xavier Woods. En WrestleMania 35, Nakamura & Rusev fueron derrotados por The Usos en un Fatal 4-Way match por los Campeonatos en Parejas de SmackDown, el cual también involucró a The Bar (Cesaro & Sheamus) y al equipo de Aleister Black & Ricochet. El dúo regresó durante un 51-Man Battle Royal en el evento Super Show-Down, desde Jeddah, Arabia Saudita, pero ambos fueron eliminados durante el combate.

#### The Artist Collective (2019–2021)
Nakamura regresó en el episodio del 25 de junio de SmackDown confrontando al Campeón Intercontinental Finn Bálor en un segmento tras bastidores, apuntando al Campeonato Intercontinental antes de marcharse. Dos semanas después en SmackDown, Nakamura regresó a la competencia individual, derrotando a Bálor en una lucha no titular. Cinco noches después, en el kick-off de Extreme Rules, Nakamura derrotó a Bálor para capturar el Campeonato Intercontinental por primera vez en su carrera. Esa victoria lo convirtió en el segundo hombre, después de Chris Jericho, en haber ganado el Campeonato Intercontinental tanto de WWE como de IWGP, así como la primera superestrella de la WWE de origen asiático en ganar el título. El 27 de julio en Smackville, Nakamura defendió con éxito el título contra Ali. Sin embargo, en el episodio del 30 de julio de SmackDown, Nakamura perdió ante Ali en una lucha no titular.
En el episodio del 20 de agosto de SmackDown, durante un episodio del segmento "Miz TV", Nakamura confirmó haber formado una alianza con Sami Zayn, antes de atacar a The Miz con dos Kinshasa. La siguiente semana en SmackDown, Miz desafió a Nakamura a una lucha por el Campeonato Intercontinental en Clash of Champions, pero Nakamura, siguiendo los consejos de Zayn, atacó a Miz. En el evento, con ayuda de Zayn, Nakamura retuvo el campeonato ante Miz. Dos noches después en SmackDown, Nakamura estaba programado para enfrentar a Ali, pero la lucha nunca comenzó después de que Nakamura y Zayn atacaron a Ali. En el episodio del 23 de septiembre de Raw, Nakamura tuvo su primer combate en la marca desde su debut en el elenco principal, compitiendo en un Fatal 5-Way Elimination match por una oportunidad por el Campeonato Universal de WWE de Seth Rollins, pero no logró ganar. La noche siguiente en SmackDown, Nakamura derrotó a Ali en una lucha no titular gracias a una interferencia de Zayn. El 14 de octubre en Raw, debido al Draft, se anunció que Nakamura permanecería en la marca SmackDown con Zayn aún como su mánager, quien fue traspasado a dicha marca. Esa misma noche, Nakamura fue anunciado como integrante del Team Flair, el cual se enfrentaría al Team Hogan en un 5-on-5 Tag Team match el 31 de octubre en Crown Jewel. En el episodio del 18 de octubre de SmackDown, Nakamura se enfrentó a Roman Reigns , donde Nakamura retuvo el título al perder por descalificación debido a una interferencia de King Corbin. Más tarde, en el evento principal de la noche, Nakamura se unió a Corbin para enfrentarse a Reigns y Daniel Bryan, pero fuero  derrotados luego de que Bryan cubrió a Nakamura. En Crown Jewel, el Team Flair fue derrotado por el Team Hogan. En la edición del 11 de noviembre de Raw, un Triple Threat match no titular entre Nakamura, el Campeón de Estados Unidos AJ Styles y el Campeón Norteamericano de NXT Roderick Strong fue programado para Survivor Series. En el episodio del 22 de noviembre de SmackDown, Zayn presentó un nuevo diseño de cinturón del Campeonato Intercontinental para Nakamura. En Survivor Series, Nakamura perdió el Triple Threat match ante Roderick Strong.
En el SmackDown! del 31 de enero, fue derrotado por Braun Strowman, perdiendo el Campeonato Intercontinental, terminando su reinado de 201 días. En el SmackDown del 29 de mayo, se enfrentó a Sheamus, King Corbin, Dolph Ziggler, Lince Dorado, Shorty G, Jey Uso, Cesaro, Gran Metalik y a Drew Gulak en una Battle Royal Match para reemplazar a Jeff Hardy en el torneo por el vacante Campeonato Intercontinental, debido a que fue arrestado (kayfabe), sin embargo fue eliminado por Shorty G, a la siguiente semana en SmackDown!, junto Cesaro & Mojo Rawley fueron derrotados por Shorty G & The New Day(Big E & Kofi Kingston), la siguiente semana en SmackDown!, junto a Cesaro derrotaron a los Campeones en Parejas de SmackDown! The New Day(Big E & Kofi Kingston) en un combate no titular, comenzando un feudo contra ellos, en el SmackDown! del 26 de junio, junto a Cesaro, John Morrison & The Miz fueron derrotados por The New Day(Big E & Kofi Kingston) & Lucha House Party(Gran Metalik & Lince Dorado), la siguiente semana en SmackDown!, derrotó al Campeón en Parejas de SmackDown! Kofi Kingston, después del combate retaron a The New Day(Big E & Kofi Kingston por los Campeonatos en Parejas de SmackDown!, debido a que los derrotaron limpiamente y la siguiente semana en SmackDown!, junto a Cesaro se enfrentaron a The New Day(Big E & Kofi Kingston por los Campeonatos en Parejas de SmackDown!, sin embargo, perdieron por descalificación debido a que aplicaron una «PowerBomb» a Kingston sobre una mesa en la que estaba Big E. En The Horror Show at Extreme Rules, junto a Cesaro derrotaron a The New Day(Big E & Kofi Kingston) en un Tables Match y ganaron los Campeonatos en Parejas de SmackDown!. En el SmackDown! Draft, junto a Cesaro fueron derrotados por The New Day (Kofi Kingston & Xavier Woods) perdiendo los Campeonatos en Parejas de SmackDown!, terminando con un reinado de 84 días.
En el Kick-Off de T.L.C: Tables, Ladders & Chairs, junto a Cesaro, Sami Zayn & King Corbin fueron derrotados por Big E, Daniel Bryan, Chad Gable & Otis.

#### Luchas por campeonatos (2021-2022)
El 8 de enero de 2021, después de derrotar a Bryan, Nakamura cambió a face al darle la mano de respeto a Bryan. Sin embargo, fue atacado por Roman reigns y Jey Uso. En Royal Rumble, participó en el Men's Royal Rumble Match, entrando de #7, sin embargo fue eliminado por King Corbin, durando 22 minutos. En Fastlane, fue derrotado por Seth Rollins. 5 días después en SmackDown!, fue derrotado nuevamente por Seth Rollins,
En el SmackDown! WrestleMania Edition, participó en el André the Giant Memorial Battle Royal, eliminando a Angel Garza y a King Corbin, sin embargo fue último eliminado por Jey Uso. En el episodio del 7 de mayo de SmackDown, junto a Big E, Kevin Owens & The Street Profits (Montez Ford & Angelo Dawkins) fueron derrotados por King Corbin, Apollo Crews, Sami Zayn, Chad Gable & Otis. En el episodio del 14 de mayo de SmackDown, después de perder ante King Corbin, atacó a Corbin antes de robarle la corona del King of the Ring. Durante las siguientes semanas, Nakamura pelearía con Corbin por la corona hasta el episodio del 18 de junio de SmackDown, donde lo venció en una "Batalla por la corona" para convertirse en el nuevo poseedor del King of the Ring, siendo el primer luchador que gana la corona mediante un combate y no en el torneo en sí. A raíz de esta victoria, su nombre fue cambiado a King Nakamura y  ha estado acompañado por Rick Boogs tocando su tema de entrada con posesión de la corona. En el episodio del 9 de julio de SmackDown, Nakamura derrotó a Corbin para clasificarse al Men's Money in the Bank Ladder Match, terminando así su feudo. En el evento, no pudo ganar el combate al ser Big E quien descolgara el maletín. En el episodio del 13 de agosto de SmackDown, Nakamura derrotó a Apollo Crews para convertirse en el Campeón Intercontinental por segunda ocasión. En el episodio del 24 de septiembre de SmackDown, retuvo el título en una revancha ante Crews.
En Royal Rumble, Nakamura tuvo una participación en el Royal Rumble match masculino ingresando en el puesto #2, pero fue eliminado por su viejo rival, AJ Styles. En el episodio del 18 de febrero de SmackDown, perdió el Campeonato Intercontinental a manos de Sami Zayn, terminando con un reinado de 182 días. Después junto con Rick Boogs, tendrían una rivalidad con The Usos en torno a los Campeonatos en Parejas de SmackDown, contra quienes perdieron en WrestleMania 38.
En el episodio del 3 de junio de SmackDown, se unió a Riddle para enfrentar a The Usos por el Campeonato Indiscutible en Parejas de la WWE, siendo derrotados. En ese mismo mes, trató de calificar para el Money in the Bank Ladder match, aunque perdió ante Sami Zayn en el episodio del 24 de junio de SmackDown y nuevamente en una batalla real de última oportunidad en el siguiente episodio de Raw. En el episodio del 12 de agosto, Nakamura se enfrentó a Gunther por el Campeonato Intercontinental en un esfuerzo fallido.
Nakamura regresó a la marca NXT en el episodio del 19 de octubre por primera vez desde 2017 para enfrentarse a Channing "Stacks" Lorenzo, llevándose la victoria. Más tarde regresaría en la edición del 28 de octubre de SmackDown como el compañero misterioso de Hit Row, siendo derrotados por Legado Del Fantasma.

#### The Wayward Samurai (2023-presente)
Después de seis meses fuera de la programación de la WWE, Nakamura hizo su regreso el 14 de abril de 2023 en SmackDown, derrotando a Madcap Moss. Como parte del Draft, fue seleccionado para la marca Raw, siendo la primera vez que cambia de marca en un Draft desde su debut en el roster principal en 2017 (aun así, ha tenido combates en la marca roja, ya sea como una aparición especial o mediante la regla Wild Card). En el episodio del 29 de mayo de Raw, Nakamura derrotó a Bronson Reed para clasificarse para el Money in the Bank Ladder match. En el evento homónimo, fracasó en su intento de ganar el combate. En el episodio del 7 de agosto de Raw, se asoció con Cody Rhodes y el Campeón Mundial de Peso Pesado Seth Rollins derrotando a The Judgment Day (Finn Bálor, Damian Priest y Dominik Mysterio en una lucha por equipos de seis hombres. Después del combate, Nakamura atacó a Rollins, convirtiéndose así en heel por primera vez desde 2021. Esto llevó a ambos a enfrentarse por el Campeonato Mundial de Peso Pesado de Rollins en Payback, combate que no pudo ganar.
Tras un tiempo fuera de la programación televisada, hizo su regreso en el episodio del 15 de noviembre de 2024 de SmackDown, atacando al Campeón de los Estados Unidos LA Knight luego de su lucha titular contra Berto. Al mismo tiempo, debutó un nuevo personaje, el de una especie de samurái siniestro. Tuvo su primer encuentro televisado de regreso en el episodio del 29 de noviembre de SmackDown, derrotando a Andrade, antes de escupir poison mist al rostro de Knight. El 30 de noviembre en Survivor Series: WarGames, Nakamura derrotó a Knight para ganar el Campeonato de los Estados Unidos por tercera ocasión.

### Pro Wrestling NOAH (2023, 2025)
El 30 de octubre de 2022, Pro Wrestling NOAH anunció que Nakamura (aún bajo contrato con WWE) será el oponente de The Great Muta para NOAH The New Year 2023. En el evento, llevado a cabo en pleno inicio de 2023, Nakamura se llevó la victoria sobre Muta.
El 14 de octubre de 2024, durante un evento de Pro Wrestling Noah en Korakuen Hall, Keiji Muto anunció que el 1 de enero de 2025, Ulka Sasaki se enfrentaría a Shinsuke Nakamura en Nippon Budokan, como parte del evento de año nuevo 2025 de Noah.

## Otros medios
Nakamura hizo su primera aparición en videojuegos como un personaje jugable en King of Colosseum II en 2004, y volvió a los videojuegos en WWE 2K17.
La canción de entrada The Rising Sun, llegó a ser utilizada en Chile para cada partido de fútbol que se presente, siendo usada mayormente como parte de la previa. 

## Vida personal
Nakamura reside en Orlando, Florida.

## Campeonatos y logros
- New Japan Pro-Wrestling/NJPW
  - IWGP Heavyweight Championship (3 veces)
  - IWGP Third Belt Championship (1 vez)
  - IWGP Intercontinental Championship (5 veces)
  - NWF Heavyweight Championship (1 vez)
  - IWGP U-30 Openweight Championship (1 vez)
  - IWGP Tag Team Championship (1 vez) - con Hiroshi Tanahashi
  - New Japan Cup (2014)
  - G1 Climax (2011)
  - G1 Tag League (2006) - con Masahiro Chono

- World Wrestling Entertainment/WWE
  - NXT Championship (2 veces)
  - WWE Intercontinental Championship (2 veces)
  - WWE United States Championship (3 veces)
  - SmackDown Tag Team Championship (1 vez) - con Cesaro
  - Royal Rumble (2018)
  - King of the Ring Crown (2021)
  - NXT Year–End Award (2 veces)
    - Male Competitor of the Year (2016)[120]
    - Overall Competitor of the Year (2016)[120]

- Pro Wrestling Illustrated
  - Luchador más popular del año (2016)
  - Situado en el Nº130 en los PWI 500 de 2006[121]
  - Situado en el Nº96 en los PWI 500 de 2007[122]
  - Situado en el Nº10 en los PWI 500 de 2008[123]
  - Situado en el Nº24 en los PWI 500 de 2009[124]
  - Situado en el Nº7 en los PWI 500 de 2010[125]
  - Situado en el Nº45 en los PWI 500 de 2011[126]
  - Situado en el Nº47 en los PWI 500 de 2012[127]
  - Situado en el Nº54 en los PWI 500 de 2013[128]
  - Situado en el Nº17 en los PWI 500 de 2014[129]
  - Situado en el Nº5 en los PWI 500 de 2015[130]
  - Situado en el Nº7 en los PWI 500 de 2016[131]
  - Situado en el Nº6 en los PWI 500 de 2017[132]
  - Situado en el Nº11 en los PWI 500 de 2018[133]
  - Situado en el Nº31 en los PWI 500 de 2019[134]
  - Situado en el Nº26 en los PWI 500 de 2020[135]
  - Situado en el Nº82 en los PWI 500 de 2021[136]
  - Situado en el Nº46 en los PWI 500 de 2022[137]

- Tokyo Sports
  - Principiante del año (2003)
  - Premio técnico (2012)[138][139]
  - Lucha del año (2013)[140] contra Kota Ibushi el 4 de agosto

- Wrestling Observer Newsletter
  - Luchador del año (2014)
  - Más Carismático (2014)
  - Lucha de 5 estrellas - (2015), vs kota ibushi (wrestle kingdom 9, el 4 de enero del 2015
  - Lucha de 5 estrellas - (2015) vs. Hiroshi Tanahashi en agosto
  - Salón de la fama (2015)

## Récord en artes marciales mixtas
| Resultado     | Récord  | Oponente        | Método                              | Evento                      | Fecha                    | Ronda | Tiempo | Localización   | Notas |
| ------------- | ------- | --------------- | ----------------------------------- | --------------------------- | ------------------------ | ----- | ------ | -------------- | ----- |
| Victoria      | 3-1 (1) | Alexei Ignashov | Sumisión (forearm choke)            | K-1 MMA ROMANEX             | 22 de mayo de 2004       | 2     | 1:51   | Saitama, Japón |       |
| Sin resultado | 2-1 (1) | Alexei Ignashov | Sin resultado (rodillazos ilegales) | K-1 PREMIUM 2003 Dynamite!! | 31 de diciembre de 2003  | 3     | 1:19   | Nagoya, Japón  |       |
| Victoria      | 2-1     | Shane Eitner    | Sumisión (Kimura lock)              | Jungle Fight 1              | 13 de septiembre de 2003 | 1     | 4:29   | Manaus, Brasil |       |
| Victoria      | 1-1     | Jan Nortje      | Sumisión (guillotine choke)         | NJPW Ultimate Crush         | 2 de mayo de 2003        | 2     | 3:12   | Tokio, Japón   |       |
| Derrota       | 0-1     | Daniel Gracie   | Sumisión (cross armbar)             | Inoki Bom-Ba-Ye 2002        | 31 de diciembre de 2002  | 2     | 2:14   | Saitama, Japón |       |